# Tage Wilén
Tage Ove Willehard Wilén, född 25 augusti 1941 i Mariehamn, död 1 augusti 2024, var en åländsk konstnär. Han var bror till Broge Wilén. 
Wilén utexaminerades från Konstfack i Stockholm 1964. Han har kombinerat konstnärskapet med en skiftande yrkesbana som brevbärare, sjöman, reklamtecknare och kyrkvaktmästare. Han slog igenom i början av 1970-talet med folkligt burleska målningar, där de ofta humoristiska motiven kännetecknades av breda penseldrag och starka färger. Samma frodiga gestalter återkom i hans träsniderier. Senare har hans konstnärskap fördjupats och fått en allt mera existentiell och symbolmättad framtoning. Nutidens andliga tomhet och materiella fixering gestaltas med ironisk distans. Bland hans offentliga arbeten märks en svit väggmålningar i Ålands lagtings sessionssal i Självstyrelsegården i Mariehamn.

## Utställningar i urval
- Bildbyggaren – Sommarutställning, Ålands Museum, Mariehamn 2018
- Galleri Lugn & Ro, Eckerö 2008
- Önningebymuseet, Jomala 2006
- Konstcafé Solrosen, Eckerö 1999, 1998, 1997
- Örnsköldsvik, 1997
- Helsingfors, 1987
- Mariehamn, 2000, 1995, 1993, 1985, 1975
- Samlingsutställningar: Åland, Finland, Sverige, Island, USA, Ryssland[2]

## Utmärkelser
- Ålandsbankens kulturpris 2018[3]

### Webbsidor
- Widén, Gustaf: Wilén, Tage i Uppslagsverket Finland (webbupplaga, 2012). CC-BY-SA 4.0
- Tage Wilén – konstnär.